# リア・ディゾン
リア・ドナ・ディゾン（英語: Leah Donna Dizon、1986年9月24日 - ）は、アメリカ合衆国ネバダ州ラスベガス出身の外国人タレント、歌手、元レースクイーン、元モデル（米国在住時）。
2006年に来日し、2007年に歌手デビュー。2006年と2007年に発売した写真集は、2作合わせて30万部を超える売上を記録し、「グラビア界の黒船」と称された。

## 経歴

### 1986年〜2004年: 幼少期〜青年期
リア・ドナ・ディゾンは、1986年9月24日にアメリカ合衆国ネバダ州ラスベガスで生まれた。父は中国系フィリピン人、母はフランス系アメリカ人。12歳の頃よりロックやR&Bなどの音楽を聴いていて、ダンスのレッスンも受けていた。14歳の時に衣料品店で働き、単身で日本に行くための資金を貯めた。
2004年にエルドラド・ハイ・スクールを卒業し、演劇活動を行なった。18歳の時にロサンゼルスに移り、アクティングスクールに通った。

### 2005年〜2007年: 来日〜デビュー
ロサンゼルスに滞在していた時期は、地元のモーターショーのイベントコンパニオンとして働いていた。運営していた自身のWebサイトに自分の写真を掲載したところ、1年弱で検索エンジン「Google」のヒット数が200万件に上昇。日本での活動を勧めるメールがファンから多数寄せられるようになり、自らプロモーション用のデモビデオを撮影・作成し、日本の芸能事務所にメールを送った。その後、ビクターエンタテインメントとエージェントを通じて契約を締結。
2006年初夏、日本での活動開始。雑誌（集英社「ヤングジャンプ」・「週刊プレイボーイ」等）のグラビアページや表紙に登場し、男性を中心に人気を得る。ほどなく女性向けファッション誌でもモデルとして活動、同年後半から様々なジャンルの雑誌媒体で多数の表紙を飾り、10月には最初の写真集『petit Amie』を発売。2007年2月には2番目の写真集『ハロリア! Hello! Leah』も発売され、2作合わせて30万部を超える売上を記録した。
2007年2月14日にビクターエンタテインメントよりシングル『Softly』でデビュー。同作はオリコン週間シングルランキングで最高位7位を獲得した。

### 2008年以降
2008年10月10日、東京都内でスタイリストのBunと挙式。10月14日の全国ツアー最終日のアンコール中、妊娠4か月であると述べる。10月15日に結婚＆妊娠報告の記者会見を開き、最後に発した「ポイしないでください！」が話題となる。
2009年4月24日に女児を出産し、2010年12月に離婚。長女はディゾンが引き取り、母娘でニューヨーク在住。
2011年1月よりニューヨークの演劇学校に通っていたが、2012年12月14日、演劇学校卒業と芸能活動再開が報じられた。
2013年5月31日、自身のオフィシャルブログで再来日を報告した。
2019年7月24日に発売したミニアルバム『FOR THE WORLD』で、日本での音楽活動を再開。アメリカ・ネバダ州立大学発達心理学部卒業。

## 人物・性格
- 2006年の来日直後、最初に住んだ街が祖師谷だったことから、インタビュー等で「日本で好きな場所は?」という類の質問を受けると「祖師谷」と回答する。来日から間もない頃のグラビア撮影は祖師ヶ谷大蔵駅すぐ傍の路上だったこともある[15]。来日から1ヶ月は仕事も多くなく暇だったため、気持ちが淋しくならないように近隣の商店街や砧公園を散歩し、帰りにゲームセンターばかり行っていた。世田谷区の成人式式典にも一般人として参加していた[16]。
- 貪欲さに欠けて内向的であるため、自ら率先して人間関係を築くことや初対面の人間との意思疎通が非常に不得手で苦手としており、周囲が知らない人ばかりだとそのまま黙してしまう。自身はこのことを「社交不安障害では」と自己分析している。しかし人前で歌ったり踊ったりする分には何ら臆することもなく問題もないと語る[17]。
- Yahoo!2007検索ワードランキング（集計期間：2007年1月1日 - 2007年10月31日）著名人総合ランキング6位[18]、画像検索数1位[19]
- Yahoo!2008画像検索数ランキング（集計期間：2008年1月1日-2008年10月31日）画像検索数4位[19]

## 作品

### シングル
| 枚  | 発売日        | タイトル     | 規格   | 規格品番             | 最高位 （オリコン） |
| --- | ------------- | ------------ | ------ | -------------------- | ------------------- |
| 1st | 2007年2月14日 | Softly       | CD+DVD | VIZL-216（初回盤）   | 7位                 |
| 1st | 2007年2月14日 | Softly       | 12cmCD | VICL-36202（通常盤） | 7位                 |
| 2nd | 2007年5月30日 | 恋しよう♪    | CD+DVD | VIZL-232（初回盤）   | 7位                 |
| 2nd | 2007年5月30日 | 恋しよう♪    | 12cmCD | VICL-36290（通常盤） | 7位                 |
| 3rd | 2007年8月8日  | L・O・V・E U | CD+DVD | VIZL-247（初回盤）   | 16位                |
| 3rd | 2007年8月8日  | L・O・V・E U | 12cmCD | VICL-36316（通常盤） | 16位                |
| 4th | 2008年3月26日 | Love Paradox | CD+DVD | VIZL-276（初回盤）   | 15位                |
| 4th | 2008年3月26日 | Love Paradox | 12cmCD | VICL-36402（通常盤） | 15位                |
| 5th | 2008年6月25日 | Vanilla      | CD+DVD | VIZL-287（初回盤）   | 26位                |
| 5th | 2008年6月25日 | Vanilla      | 12cmCD | VICL-36437（通常盤） | 26位                |

#### 配信限定シングル
|     | 発売日        | タイトル |
| --- | ------------- | -------- |
| 1st | 2020年3月27日 | ONLY YOU |

### フル・アルバム
| 枚  | 発売日        | タイトル          | 規格   | 規格品番             | 最高位 （オリコン） |
| --- | ------------- | ----------------- | ------ | -------------------- | ------------------- |
| 1st | 2007年9月12日 | Destiny Line      | CD+DVD | VIZL-255（初回盤）   | 9位                 |
| 1st | 2007年9月12日 | Destiny Line      | CD     | VICL-62508（通常盤） | 9位                 |
| 2nd | 2008年8月20日 | Communication !!! | CD+DVD | VIZL-299（初回盤）   | 16位                |
| 2nd | 2008年8月20日 | Communication !!! | CD     | VICL-62900           | 16位                |

### ミニ・アルバム
| 枚  | 発売日        | タイトル      | 規格 | 規格品番   | 最高位 （オリコン） |
| --- | ------------- | ------------- | ---- | ---------- | ------------------- |
| 1st | 2019年7月24日 | FOR THE WORLD | CD   | TRCCD-0010 | ―                   |

### 参加作品
| アーティスト | タイトル                                                          | 初出                                               |
| ------------ | ----------------------------------------------------------------- | -------------------------------------------------- |
| m.c.A・T     | 「Bomb A Head! - サムライ＆ドラゴンズ Ver. feat. リア・ディゾン」 | 『Bomb A Head! 〜生誕20周年記念盤 ありがとう編〜』 |

### DVD
| 発売日         | タイトル                                                   | 規格品番  | レーベル                   | 最高位 （オリコン） |
| -------------- | ---------------------------------------------------------- | --------- | -------------------------- | ------------------- |
| 2007年4月25日  | トラフィック・イン・ザ・スカイ                             | DMIP-7130 | GPミュージアムソフト       | 149位               |
| 2007年7月27日  | リア・ディゾン in USA GIRLS of 360                         | MX-276S   | マクザム                   | 17位                |
| 2007年11月2日  | リア・ディゾン in USA/PREMIUM EDITION “EXPOSED”            | MX-289S   | マクザム                   | 24位                |
| 2008年12月10日 | LIVE Communication!!!                                      | VIBL-468  | ビクターエンタテインメント | 107位               |
| 2009年4月24日  | リア・ディゾン in USA/FINAL                                | MX-348S   | マクザム                   | 133位               |
| 2009年9月25日  | WEEKLY YOUNG JUMP PREMIUM DVD リア・ディゾン 「メモリア!」 | YJLP-1002 | リバプール                 | ―                   |

### 書籍
写真集
- Petite Amie (2006年10月14日 集英社） ISBN 4-08-780445-3
- ハロリア! Hello! Leah（2007年2月14日 集英社）
- HEAVEN（2007年10月5日 集英社）
- ピュアリア!（2008年3月26日 集英社）

その他
- 秘伝「うぇぶたま」の書（2007年2月28日 宝島MOO） ISBN 4-7966-5703-7

## 出演
映画
- トラフィック・イン・ザ・スカイ（2007年） - リアン役

オリジナルビデオ
- 呀〈KIBA〉 〜暗黒騎士鎧伝〜（2011年）魔戒導師エルダ役

バラエティ
- うぇぶたま（テレビ東京）アシスタント、番組内企画「きょうのにほんご」担当
- 魁!音楽番付 〜Vegas〜 MC （フジテレビ）

CM
- テクモ「NINJA GAIDEN Σ」
- 日本コカ・コーラ 「ノーカロリー コカ・コーラ」「ジョージア」
- 日本ビクター（現・JVCケンウッド）「デジタルオーディオ」
- リクルート「フロム・エー関西版」
- 富士フイルム「フジカラーデジカメプリント」
- ロッテ「雪見だいふく」「リッチフルーツチョコレート」
- 花王「エッセンシャル ダメージケア」
- アシハラ株式会社 リア・ディゾン ジュエリー「Love Note」
- ジョイフル恵利「jeweleah」
- 株式会社　結婚情報センター「Nozze」イメージキャラクター（2010年3月まで）
- 湘南美容外科・歯科（2011年）
- アートネイチャー（2013年〜）

演劇
- 劇団EXILE 第3回公演「Words 〜約束／裏切り〜 すべて、失われしもののため…」 （2009年10月） - サーシァ役
- 広島に原爆を落とす日（2010年8月） - ジェニファー・スニード役